# Saint-Pierre-de-Chevillé
Saint-Pierre-de-Chevillé è un comune francese di 365 abitanti situato nel dipartimento della Sarthe nella regione dei Paesi della Loira.

## Società

### Evoluzione demografica
Abitanti censiti